# Rayveness
Rayveness, nome artístico de Karen M. Swaim (Jamestown, EUA - 19 de Junho de 1972), é uma atriz pornô estadunidense.

## Biografia
Após terminar a high school, ela muda-se para Orlando no estado norte americado da Flórida. Lá ela trabalhou em restaurantes de fast food, depois numa floricultura e depois garçonete. Enquanto trabalhava como graçonete num strip club ela e o então namorado mandaram um fita de vídeo para uma produtora erótica chamada Homegrown Videos. Então passaram a atuar em filmes de baixo orçamento.
Em 1992 o casal volta a morar na Carolina do Norte, dessa vez Rayveness passa a trabalhar como dançarina em strip clubs. Após alguns meses ela excurciona pelos Estados Unidos e Canadá fazendo apresentações em strip Clubs. Em 1994 ela muda-se para o estado norte americano da Califórnia onde começa a sua carreira de atriz pornô.

## Performance
Com uma carreira de 20 anos e cerca de 300 filmes realizados, Rayveness é hoje uma atriz consagrada, considerada como uma das grandes estrelas de filmes para adultos da atualidade.
Com  larga experiência em cena, que vai desde o lesbianismo não-penetrativo ao sexo grupal multi-penetrativo, Rayveness insere-se essencialmente na categoria de MILF.

## Filmografia
- Big Gorgeous Breasts 2
- I Like It Black (And Deep In My Ass!) 4
- Rayveness P.O.V.
- Squirting Nymphs
- Your Hot Mom

## Prêmios
- 2009 AVN Award nominee – Best All-Girl Couples Sex Scene – Women Seeking Women 44
- 2009 AVN Award nominee – MILF/Cougar Performer of the Year
- 2010 AVN Award nominee – Best POV Sex Scene – Jerkoff Material 2
- 2010 XRCO Award nominee – Unsung Siren
- 2010 XRCO Award nominee – MILF Of The Year